# Hoofdletter in de Nederlandse spelling

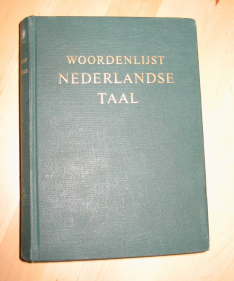
"Het Groene Boekje" wordt beschouwd als de eigennaam van een zaak en wordt dus met hoofdletters geschreven.

Het officiële gebruik van hoofdletters in de Nederlandse spelling is beschreven in regels die worden opgesteld door de Nederlandse Taalunie.
Die regels kunnen op drie manieren worden geraadpleegd:
- door opzoeken van een woord in de Woordenlijst Nederlandse Taal, die in papieren versie beschikbaar is (het zogenaamde Groene Boekje), maar ook op het internet staat
- door raadpleging van de onderliggende regels in de Leidraad die als voorwoord bij de Woordenlijst is gevoegd
- door raadpleging van de gedetailleerder Technische Handleiding (niet bij de Woordenlijst opgenomen).

## Bijzondere begrippen

### Afleiding en samenstelling
Als een woord met een hoofdletter begint, wil dat niet automatisch zeggen dat ook de samenstellingen of de afleidingen van dat woord met een hoofdletter beginnen.
Een samenstelling ontstaat als het woord wordt samengevoegd met een ander woord:
- Shakespeare — een Shakespearedrama
Nieuwjaar — nieuwjaarsdag.

Aan een afleiding daarentegen komt geen tweede woord te pas; wel een voor- of achtervoegsel:
- Nederland — Nederlander
Kafka — kafkaësk.

drama en dag zijn zelf woorden, en vormen samenstellingen; -er en -esk zijn daarentegen geen zelfstandige woorden, en vormen afleidingen.
Benadrukt moet worden dat het verschil tussen samenstelling en afleiding op zichzelf nog niets zegt over het hoofdlettergebruik. Uit de bovenstaande voorbeelden blijkt dat van alles mogelijk is:
|               | hoofdletter      | kleine letter |
| samenstelling | Shakespearedrama | nieuwjaarsdag |
| afleiding     | Nederlander      | kafkaësk      |

Hierboven is dan ook alleen het verschil tussen de begrippen "samenstelling" en "afleiding" besproken; de consequenties voor de spelling komen in volgende hoofdstukken ter sprake, van geval tot geval.

### Donorprincipe
Bij een bepaalde naam kan iemand weleens bijzonder belang hebben: doordat hij de naamgever is, of rechten heeft op die naam. De spelling volgt dan vaak het donorprincipe en hanteert de schrijfwijze zoals die door de belanghebbende wordt gebruikt:
- GroenLinks, eBay.

### Specialistisch en wetenschappelijk gebruik
Waar sommige perioden of hemellichamen in het dagelijks gebruik met een kleine letter worden geschreven:
- uit de middeleeuwen, op aarde

zou dit in een professionele tekst een potsierlijke indruk maken. In zulke gevallen (de Technische Handleiding spreekt van “gespecialiseerde contexten”) wordt weer wel een hoofdletter geschreven:
- de literatuur van de Middeleeuwen, de ouderdom van de Aarde.

Voor dit criterium geldt wat ook voor andere kenmerken zal blijken te gelden: ze zijn niet altijd haarscherp toe te passen, en vergen van de schrijver enig gezond verstand.

### Korte vormen
In de Leidraad wordt hoofdstuk 16, over de hoofdletters, onmiddellijk gevolgd door een sectie 17 over korte vormen. Ook daarin kunnen hoofdletters voorkomen, en daarom is het nodig de verschillende soorten verkorte vormen van elkaar te onderscheiden. Dat zijn:
- afkortingen: drs., H.K.H.
- symbolen: kHz, MB
- initiaalwoorden (gespeld): pc, NMBS
- letterwoorden (uitgesproken): havo, Unesco
- verkortingen (uit lettergrepen): StuBru, hetero.

## Zinbegin
Een zin begint met een hoofdletter, ook als die hoofdletter bij een afkorting hoort:
- I.v.m. inventarisatie is het gebouw heden gesloten.

Maar een afgekapt woord krijgt geen hoofdletter; die hoofdletter komt dan bij het eropvolgende woord:
- 's Morgens moet je me niet lastigvallen, dan heb ik een ochtendhumeur.
- 't Kan verkeren.

Na een getal komt geen hoofdletter:
- 36 seconden bleef hij onder water; ik weet niet wie er opgeluchter ademhaalde toen we hem eindelijk zagen, wij of hij.

### Dubbelepunt
Na een dubbelepunt komt een nieuwe hoofdletter als de erop volgende woordgroep als een of meer zelfstandige zinnen wordt beschouwd. Soms wordt dit door aanhalingstekens direct duidelijk.
- Angstig opende ze de deur op een kier en vroeg: "Wat moet je? Waar kom je vandaan?"
- Toch heeft het onderzoek nog veel vragen onbeantwoord gelaten: Was er nu eigenlijk opzet in het spel? Hoe heeft de affaire zich zo lang kunnen voortslepen? En vooral: Wie waren de initiatiefnemers?

Indien er niet zozeer sprake is van een nieuw begin, maar eerder van bijvoorbeeld een uitleg of verduidelijking, dan komt er geen hoofdletter.
- We waren het er niet mee eens: we hádden helemaal geen overtreding begaan!

## Persoonsnamen
De beginletters van een persoonsnaam schrijven we met hoofdletters. Voor België geldt een officiële regeling, en die kan leiden tot afwijkingen: de inschrijving in het geboorteregister geeft de doorslag.
- Spreker was het met Couwenberg eens dat...
- Spreker was het met Jan Couwenberg eens dat...
- Spreker was het met de heer Couwenberg eens dat...
- Spreker was het met mevrouw Couwenberg-Spanjaard eens dat...
- Mevrouw Katrien Van pellicom was verantwoordelijk voor de redactie. [België: in dit geval tussenvoegsel met hoofdletter, achternaam met kleine letter]

### Zaak of dier
Hetzelfde geldt voor eigennamen van dieren of zaken:
- Heeft Blackie zijn bakje weer niet leeggegeten?
- De Rode Halvemaan was snel ter plaatse.

### De IJ
Als een naam met een hoofdletter IJ begint, wordt zowel de I als de J als hoofdletter geschreven:
- De heer IJsvogel is vorige week bij ons in dienst getreden.

Er komen echter soms afwijkende spellingen voor, en slechts als die de officiële schrijfwijze van de naam zijn, volgen we ze:
- De heer Ijsvogel is vorige week bij ons in dienst getreden.

Zie ook IJ (digraaf)

### Tussenvoegsels
Dit geldt ook voor eventuele lidwoorden (de) of voorzetsels (van, in):
- Spreker was het met Van Koningsveld eens dat...
- Spreker was het met de heer Van Koningsveld eens dat...
- Spreker was het met mevrouw Van Koningsveld-de Keizer eens dat...

#### Nederland
Het volgende geldt voor Nederland: Die lidwoorden en voorzetsels schrijven we soms echter met een kleine letter. Dit is in veel gevallen zo als er een eigennaamsdeel aan voorafgaat, maar zelfs dan is er, afhankelijk van de naam, soms nog een hoofdletter. De volgende voorbeelden geven de vuistregel:
- Spreker was het met Piet van Koningsveld eens dat...
- Spreker was het met P. van Koningsveld eens dat...
- Spreker was het met Van Os van den Abeelen eens dat...
- Spreker was het met de heer Van Os van den Abeelen eens dat...
- Spreker was het met A.B. van Os van den Abeelen eens dat...

#### België
Het volgende geldt voor België: De lidwoorden en voorzetsels schrijven we zoals ze in het geboorteregister staan. Dit is wettelijk vastgelegd, en mag een vanzelfsprekendheid lijken; maar het impliceert verschillen tussen beide landen.
- Schepen Wouter Van Bellingen gaf geen toestemming.
- Tussen de oppositie en minister Armand De Decker ontspon zich een hevige woordenwisseling.
- Die verklaring legde minister Peter Vanvelthoven gisteren af.
- Jotie T'Hooft won in 1976 de Reina Prinsen Geerligsprijs.

### Titulatuur
Titels en aanspreekvormen krijgen een kleine letter:
- Een verhitte minister De Decker wilde na afloop niet reageren.
- Het college van burgemeester en wethouders stond een gedoogbeleid voor.
- Van het Openbaar Ministerie maken officieren van justitie, procureurs-generaal en advocaten-generaal deel uit.
- Waarom moest dhr. Wouda nu zo emotioneel reageren?
- Hierover zal prof.dr. K. Adrichem iets zeggen, omdat lic. Willem Zwijnstra verhinderd is.
- Dat kan ik niet met dominee Gremdaat eens zijn.
- Onder doodse stilte schreden paus Adriaan en prinses Sophia gezamenlijk de zaal in.

Toenamen van koningen en andere hooggeplaatsten krijgen een hoofdletter.
- Filips de Schone werd opgevolgd door Karel de Eerste.

### Bijzonder respect
Een hoofdletter kan in een aanhef worden gebruikt als men uitzonderlijk respect wil uitdrukken:
- Heilige Vader,

Vroeger schreef men U, Uw en Uwe met een hoofdletter. U is een afkorting van Ued., wat weer een afkorting is van U edele, derde persoon enkelvoud. Tegenwoordig schrijft men u en uw met een kleine letter.

### Heilige begrippen
Namen van heilige personen en heilige begrippen krijgen een hoofdletter. Hun samenstellingen ook.
- Sommigen menen dat het bestaan van God in geloof moet worden aanvaard; anderen zoeken naar een Godsbewijs.
- De goddelijke genade zij met u allen.
- Het Venusbeeld maakte een desolate indruk in de druilerige regen.
- Een venushaar is een soort varen.

Omdat goddelijke geen samenstelling is maar een afleiding, heeft het een kleine letter. En venushaar heeft een kleine letter omdat de directe relatie met de godin verdwenen is.
Heilige geschriften krijgen een hoofdletter, en dit geldt ook voor hun samenstellingen én afleidingen. Maar dit geldt niet voor exemplaren van zo'n boek.
- De Bijbel is het heilige boek der christenen, en in hun scholen wordt doorgaans de Bijbelse geschiedenis onderwezen. Soms ook moeten zij de titels van de Bijbelboeken uit het hoofd leren.
- Er lag een bijbel op het nachtkastje.

### Afleidingen, voorwerpen, samenstellingen

#### Afleidingen van persoonsnamen
Afleidingen van persoonsnamen worden met een kleine letter geschreven:
- Ik had het gevoel in een kafkaëske omgeving terecht te zijn gekomen.
- Van al dat montignaccen word je alleen maar humeurig, jij.

Ook een voorwerp dat oorspronkelijk met een persoon is geassocieerd, krijgt een kleine letter:
- Je moet geen bintjes rooien met een colbert aan!
- Een diesel is toch erg vervuilend?

Wel komt er een hoofdletter als het voorwerp iemands creatief of arbeidzaam product is. Dit geldt ook voor merknamen:
- Wie rijdt er nu in een Ford, zeg?
- Een Rubens, die zou ik wel aan de muur willen hebben.

#### Samenstellingen met persoonsnamen
Samenstellingen met persoonsnaam krijgen juist wel een hoofdletter, althans zolang er nog een directe associatie met die persoon is. Dit geldt ook voor merken en instellingen, vernoemd naar een persoon:
- Een Beatlesplaat is door de beroemde groep zelf opgenomen, maar beatlehaar kan iedereen wel dragen.
- Een molotovcocktail gooien tijdens de opvoering van een Shakespearedrama! Schaam je!
- Een oude Deccaplaat! Prachtig!
- Het UMC St. Radboud wordt meestal Radboudziekenhuis genoemd.

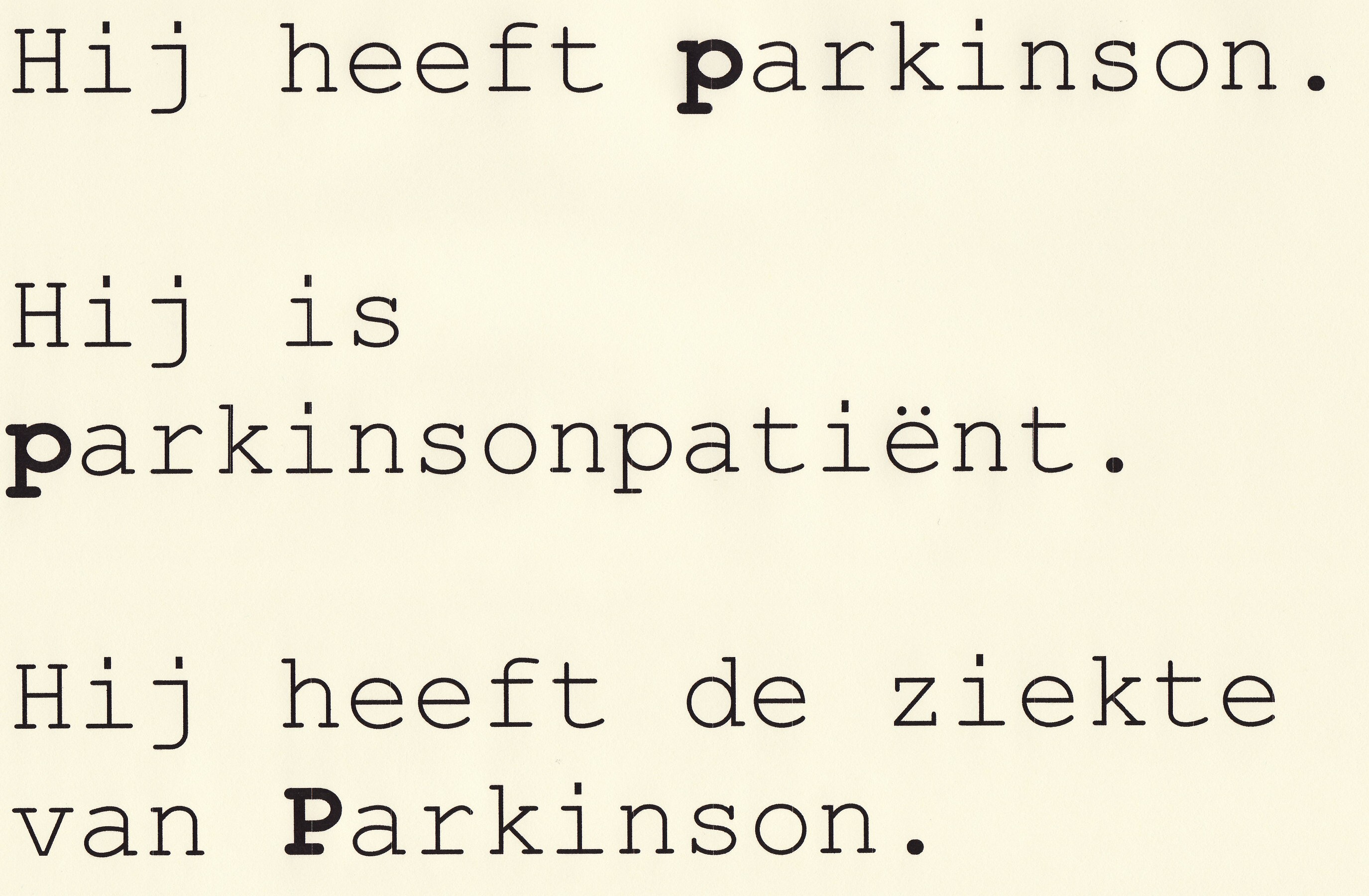
Wel/geen hoofdletter

Een uitvinding of ontdekking krijgt een kleine letter, behalve waar we uitdrukkelijk naar de naamgever verwijzen:
- Een alzheimerpatiënt heeft alzheimer.
- Een alzheimerpatiënt heeft de ziekte van Alzheimer.
- Door wie is de dieselmotor toch ook alweer uitgevonden?

#### Natuurkundige eenheden afgeleid van persoonsnamen
Voluit gespelde natuurkundige eenheden die zijn afgeleid van persoonsnamen krijgen geen hoofdletter, zoals de newton, de kelvin, de farad. Echter, de symbolen voor eenheden die van persoonsnamen zijn afgeleid worden weer wel met een hoofdletter geschreven, zoals in "273,15 K" voor "273,15 kelvin". Uitzonderingen hierop zijn de graden (op de schaal van) Celsius of Fahrenheit; de eenheid is in deze gevallen de graad. Ook "Bft" of "Beaufort" wordt met een hoofdletter gespeld, omdat men er niet een eenheid maar een windkracht "op de schaal van Beaufort" mee bedoelt, vergelijkbaar met de kracht van een aardbeving "op de schaal van Richter".

## Astronomie en geografie
Aardrijkskundige namen krijgen een hoofdletter; de Leidraad spreekt van “plaatsen, streken, landen, maar ook bijvoorbeeld (...) bergen, rivieren, woestijnen”. Het geldt ook voor hemellichamen.
- De voortrekkersfunctie van Nederland? Kom nou toch!”
- De Noordpool wordt ook wel Arctica genoemd, de Zuidpool Antarctica; ik haal ze altijd door elkaar.
- De Nieuwe Waterweg heeft geenszins aan belang ingeboet.
- Ik kan maar niet onthouden hoeveel lichtjaar Aldebaran van ons verwijderd is. En van de Poolster weet ik het al helemaal niet!

Maar we schrijven de magnetische noordpool, de evenaar: het gaat dan niet om een gebied, maar om een punt of lijn.

### Samenstellingen en afleidingen
Samenstellingen én afleidingen van aardrijkskundige namen behouden de hoofdletter.
- Een Noordpoolexpeditie lijkt mij een hachelijke onderneming; nee, dan liever een Italiëreis.
- Tegenwoordig is Nederlandkunde niet erg geliefd meer.
- Morgen verschijnen ze voor de Brugse raadkamer.
- Dat is een on-Amerikaanse activiteit.
- Veel oud-Indiëgangers hebben zich er gevestigd.

Maar we schrijven noordpoolcirkel, het zuidpoolgebied: het gaat niet om een aardrijkskundige regio, maar om een streekaanduiding of om een lijn.
Bestuursvormen voorafgaand aan een plaats of land worden met een kleine letter geschreven, behalve bij officieel gebruik:
- gemeente Amsterdam, provincie Antwerpen, hertogdom Brabant, bisdom Utrecht, republiek Venetië, koninkrijk Holland

Sommige langere samenstellingen worden altijd als officieel beschouwd:
- Koninkrijk der Nederlanden, Verenigde Staten van Amerika

Een afleiding die niet langer als aardrijkskundig wordt ervaren, krijgt een kleine letter; het verschil is soms moeilijk te bepalen:
- Kaolien of chinaklei bestaat uit aluminium-fylosilicaat.
- Die panamahoed stond hem beeldig. Hij had bovendien een rode bermuda gekocht.
- Ze kreeg het Spaans benauwd bij de gedachte alleen al. Ik lust geen Spaanse pepers.

### Aarde, zon en maan
In het dagelijks leven schrijven we de drie alledaagse hemellichamen met een kleine letter.
- Op aarde kun je overdag de zon zien schijnen, en 's nachts de maan. Tja, behalve als het weer eens regent, natuurlijk.

Dit geldt niet voor gespecialiseerde teksten. In het lexicon (de eigenlijke lijst met woorden) van het Groene Boekje zal men vergeefs zoeken naar de hoofdlettervormen, maar de Leidraad zegt expliciet dat we de kleine letters schrijven in niet-wetenschappelijke teksten. Vakdeskundigen (geologen, geografen) en andere schrijvers van gespecialiseerde teksten zullen juist de hoofdletter gebruiken.
- De afstand van de Aarde tot de Zon bedraagt 149,6 miljoen km.

Voor iedereen is het trouwens Moeder Aarde — met twee hoofdletters.

### Windstreken

#### Zelfstandig
Windstreken krijgen een kleine letter:
- Ze hebben een poosje in het noorden van Italië gewoond, maar het zuiden van Spanje beviel hun uiteindelijk beter.
- De Nijl stroomt naar het noorden.
- De wind stond noordnoordwest.
- Uit het noordnoordoosten kwamen ze aangalopperen.

Een hoofdletter gebruiken we echter wanneer het woord een gebied aanduidt:
- Al die vooroordelen! Het rijke Westen, het mysterieuze Oosten... de werkelijkheid is natuurlijk altijd complexer.

Ook dan krijgen de afleidingen een kleine letter:
- Volgens mij kunnen westers materialisme en oosterse mystiek heel goed samengaan. —  O ja? Ik geloof er niets van.

#### In samenstellingen
Ook in samengestelde aardrijkskundige namen met windrichtingen gebruiken we een hoofdletter, alsmede in de afleidingen en samenstellingen dáárvan:
- In Zuid-Europa wonen de Zuid-Europeanen.
- Vele Oost-Europadeskundigen maken zich daar zorgen over.
- Zou je dat een typisch Oost-Vlaamse gewoonte noemen?

Wanneer zo'n samenstelling echter de naam van twee windrichtingen bevat, kan er betekenisverschil ontstaan, en tevens verschil in de spelling:
- Zoals je weet, ligt Noordwest-Friesland in het noordwesten van Friesland; het ligt dus in laatstgenoemde provincie.
- Zoals je ook weet, ligt Noord-West-Friesland in West-Friesland, dus in de provincie Noord-Holland.

### Verzwakt verband

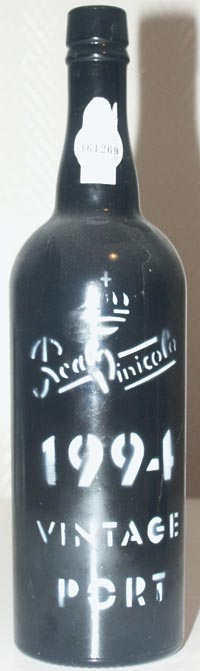
"Ze brachten een fles port mee"

Als er nog maar een zwak verband is tussen streek en woord, komt er een kleine letter.
- Ze brachten een fles bordeaux en een fles port mee.
- Hè, doe dat bordeauxkleurige completje aan, dat staat je zo alleraardigst!
- ”Mag ik twee ons edammer van u?” vroeg de man met een zuinig gezicht.

De Leidraad noemt hier ook “sommige andere” samenstellingen en afleidingen. Daarbij valt te denken aan woorden als:
- neerlandistiek, neerlandicus, bourgondische leeftrant, finlandisering, balkaniseren, maanmannetje, marsmannetje en het verschrikkelijke maanmonster.

Ook de diverse termen voor barbarismen vallen hieronder, zoals:
- belgicisme, neerlandisme, vlamisme, germanisme, anglicisme, gallicisme.

Een bijzonder geval vormt de spelling van O/olympisch: in relatie tot de berg de Olympus gebruiken we een hoofdletter. In de naam Olympische Spelen staan hoofdletters, juist omdat het een naam betreft. We schrijven olympisch echter met een kleine letter in verband met die spelen; het eigenlijke verband, dat met de berg, is dan immers verzwakt:
- Het geschrei bereikte thans Olympische hoogten. [zo hoog als de berg]
- Bij de Olympische Spelen van 2008 vestigde zij een nieuw olympisch record.

#### Verband weer versterkt
Weer wél met een hoofdletter moet:
- ”Mag ik twee ons Edammer kaas van u?” vroeg de man met een zuinig gezicht.

Wordt bij edammer aan een soortnaam gedacht, een soort voedsel, in het geval van Edammer kaas denken we aan “kaas uit Edam”. Daardoor komt de herkomst weer in beeld: hoofdletter dus.

## Taal, volk en cultuur

### Taal en dialect

#### Hoofdregel
Namen van talen en dialecten krijgen een hoofdletter, en daarbij volgen ze de aardrijkskundige conventies:
- In het West-Vlaams komt nog de vorm letje voor, die we ook in het Groningse lut- herkennen, maar die in de meeste varianten van het Nederlands is verdrongen door klein.
- Het New Yorks is een van de fraaiste vormen van Engels die ik ken.

#### Meerdere hoofdletters
Meer hoofdletters komen er echter als de taal een koppelteken bevatte, of een spatie: die blijven staan.
- Van het Oud-West-Vlaams wist ze hoegenaamd niets.
- Dat Plat-New Yorks verstá ik helemaal niet!

Samenstellingen van twee geheel zelfstandige elementen behouden de hoofdletters:
- De meeste Europese talen komen voort uit het Indo-Europees.
- Ze sprak een uiterst charmante vorm van Belgisch-Nederlands.

#### Periode of standaard
Allerlei andere voorvoegsels geven een periode of een standaard aan. In dat geval is er maar één hoofdletter:
- Het Oudengels bevatte nog vele Germaanse woorden, evenals het Middelnederlands trouwens.
- Kun je Nieuwgrieks lezen?
- Is het Standaardnederlands eigenlijk niet een soort Hollands?
- Cursussen Modern Standaardarabisch zijn er tegenwoordig wel in ons land.

#### Waardeoordelen
Sommige aanduidingen lijken een taal te benoemen, maar dat is slechts schijn: ze geven een waardeoordeel. Ze krijgen een kleine letter.
- De partij stelde voor, in het Europees Parlement voortaan alleen nog steenkolenengels te spreken.
- In mijn beste schoolfrans probeerde ik uit te leggen dat we helemaal geen wiet bij ons hadden.

### Volk en etnische groep
De naam van een bepaald volk wordt met een hoofdletter geschreven, de afleiding ook.
- De Kelten werden naar de randen van Europa gedreven.
- De Inuit werden vroeger Eskimo's genoemd.
- Even had het erop geleken dat de Hunnen Europa onder voet zouden lopen.
- De Koerdische vrijheidsstrijd was bloedig.

Dit geldt in alle gevallen als de naam is afgeleid van een aardrijkskundige aanduiding.
- De Oost-Vlaming won zaterdagavond de finale van het humorconcours.
- De Oost-Vlaamse komiek won zaterdagavond de finale van het humorconcours.
- Het waren Groningers!

Wanneer een term niet op een volk duidt, maar overkoepelend wordt gebruikt voor een etnische groep, dan schrijven we een kleine letter.
- De mestiezen zijn nu grootgrondbezitters geworden.
- Kinderen willen altijd dat de indianen winnen.
- Tegenwoordig vind je daar nauwelijks nog indiaanse nederzettingen.

Als er nog slechts een verzwakt verband is met de oorspronkelijke bevolkingsgroep, gebruiken we een kleine letter:
- Nou, ik stel toch voor dat we naar de chinees gaan.

### Cultuur en overtuiging
Namen van culturen krijgen een hoofdletter.
- Hier zijn we weer een van de geheimen van de Azteken op het spoor.
- De ondergang van de Azteekse cultuur liet toen niet lang meer op zich wachten.

Namen van (geloofs)overtuigingen krijgen echter een kleine letter. Dit geldt ook voor de beoefenaars en de gebruiken van godsdiensten. Zo is er verschil tussen Joden (die deel uitmaken van het Joodse volk) en joden (die de joodse religie aanhangen).
- De dialoog tussen christenen en moslims komt op gang.
- Het gebouw werd door hindoefundamentalisten verwoest.
- Het joodse geloof kan beschouwd worden als de religie van het Joodse volk.
- De jezuïeten hebben er in de negentiende eeuw de missie met kracht ter hand genomen.
- De bidstond werd door bijna alle gemeenteleden bezocht.

Ook culturele en maatschappelijke stromingen krijgen een kleine letter, evenals samenstellingen en afleidingen, en soortnamen die erbij horen.
- De opkomst van het socialisme leek in de eerste helft van de twintigste eeuw niet te stuiten; socialisten waren ervan overtuigd dat er een nieuwe wereldorde in aantocht was.
- Het is niet eenvoudig precies na te gaan waar middeleeuwen overgaan in renaissance.
- Ik hou niet zo van de jugendstil.

## Perioden, tijden en gebeurtenissen

### Perioden
Tijdsindelingen zoals de namen van weekdagen, maanden, seizoenen worden met een kleine letter geschreven. Sinds kort geldt dit ook voor historische en geologische tijdvakken.
- In de middeleeuwen moest je wel bier drinken; het water was doorgaans vervuild.
- Volgens mij wáren er in het perm helemaal nog geen zoogdieren.

Dit geldt niet voor gespecialiseerde teksten. In het lexicon (de eigenlijke lijst met woorden) van het Groene Boekje zal men vergeefs zoeken naar de hoofdlettervormen, maar de Technische Handleiding zegt: “de vastgelegde vaktermen worden veelal in gespecialiseerde contexten als eigennamen ervaren en dus met hoofdletter geschreven”. De Leidraad voegt hieraan toe dat we de kleine letter schrijven “in courante teksten. In gespecialiseerde publicaties kan ervan worden afgeweken.” Vakdeskundigen (geologen, geografen) en andere schrijvers van gespecialiseerde teksten zullen de hoofdletter gebruiken.
- Het Perm is de laatste periode van het Paleozoïcum.
- In de Middeleeuwen is de moderne devotie de aanleiding tot een hernieuwde geloofsbeleving.

### Feestdagen
Feestdagen krijgen hoofdletters, en moeten dus worden onderscheiden van perioden.
- Het Suikerfeest komt aan het einde van de ramadan.
- De advent gaat aan Kerstmis vooraf.

Afleidingen van feestdagen krijgen juist kleine letters:
- Tijdens de kerst hebben we een kerstboom; met Pasen zoeken we paaseieren.
- Op tweede kerstdag gaan we op bezoek bij oma.
- Ik vind Nieuwjaar altijd nogal saai; op nieuwjaarsdag zijn zelfs de musea gesloten.

### Gebeurtenissen
Historische gebeurtenissen krijgen een hoofdletter:
- Leidens Ontzet wordt nog altijd herdacht.

Historische gebeurtenissen hebben vaak een typische omschrijving: 
- Slag bij ...
- Beleg van ...
- Bloedbad van ...
- Vrede van ...
- Verdrag van ...
- Unie van ...

Oorlogen en revoluties worden ook als gebeurtenissen beschouwd, niet als perioden:
- Tweede Wereldoorlog
- Tachtigjarige Oorlog
- Spaanse Burgeroorlog
- Franse Revolutie

Niet historische gebeurtenissen krijgen een kleine letter, ook wanneer zo'n 'gewone' gebeurtenis toch belangrijk is: 
- de Val van Antwerpen (1585), maar: de val van Toon van Aert (2019).
- de moord op Pim Fortuyn
- de verkiezingen van 2018

## Instellingen en merken

### Instellingen

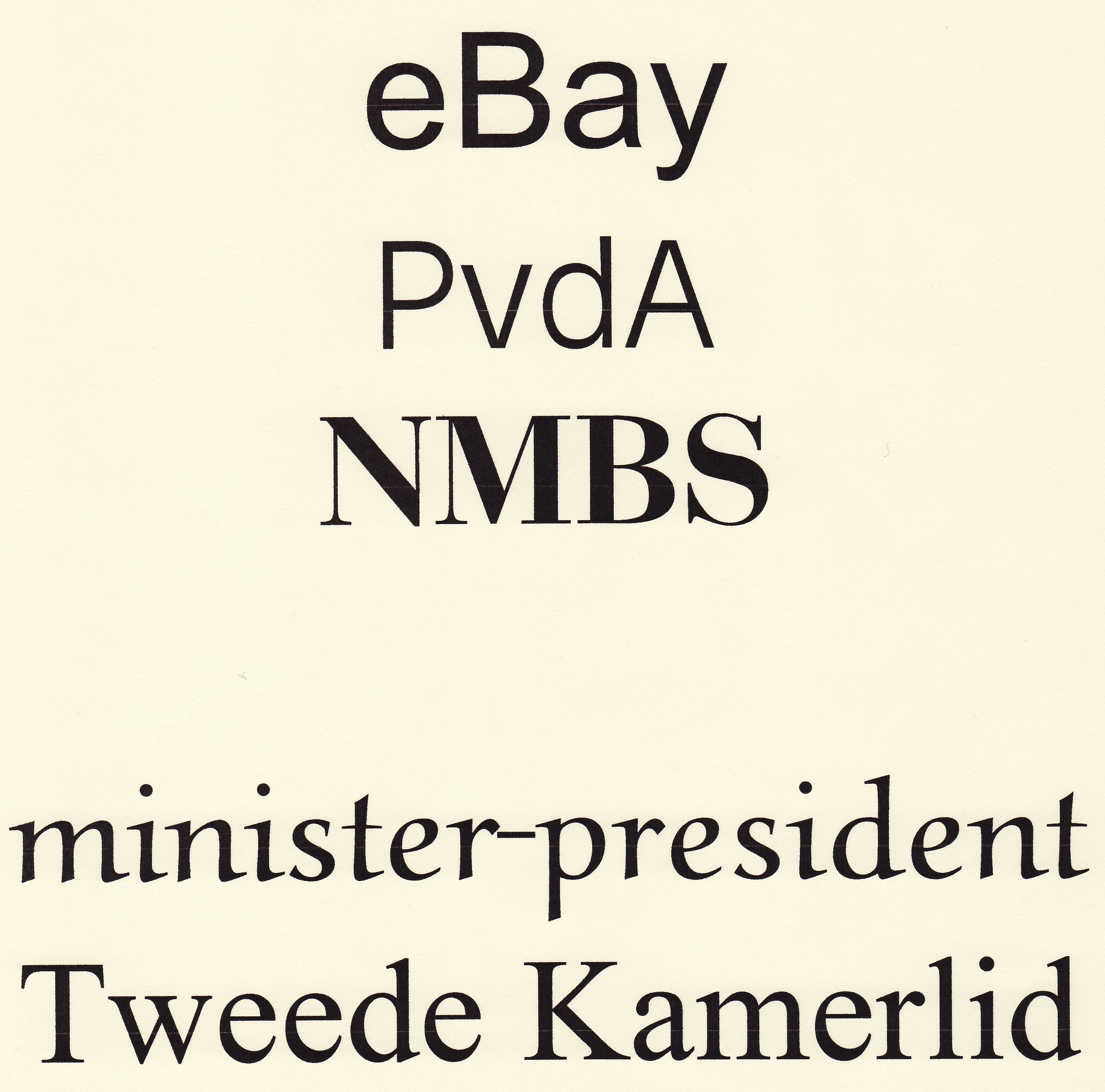
Donorprincipe (eBay, PvdA);
afkorting volgens volle naam (NMBS);
titel; instelling

Officiële namen van instellingen krijgen hoofdletters, ook in samenstellingen. Deze hoofdletters komen er niet wanneer het om soortnamen gaat: namen die voor meer dan één instelling kunnen worden gebruikt.
- De gerechtshoven richten zich naar de Hoge Raad.
- De minister-president legde de motie van de Tweede Kamer naast zich neer, ook al bracht dit bij de Tweede Kamerleden grote beroering teweeg.
- Het Europees Parlement wordt ook wel Europarlement genoemd; een andere naam voor Europees Parlementslid is Europarlementariër.
- Van het Openbaar Ministerie maken officieren van justitie, procureurs-generaal en advocaten-generaal deel uit.
- Ondanks het ijveren van de Echte Nederlandse Fietsers Bond kwamen de gewenste fietspaden er niet. (donorprincipe)
- De Vereniging Milieudefensie was gematigd positief over het nieuwe regeerakkoord.
- De vereniging Soli Deo Gloria heeft er een brief over geschreven.

Woorden als "vereniging" krijgen alleen een hoofdletter als zij deel uitmaken van de officiële naam.

### Merken
Merknamen en hun samenstellingen krijgen een hoofdletter; soort- en stofnamen niet.
- Ik wil niet zomaar een colaatje, ik wil Coca-Cola!
- De werkzame stof in Xanax is alprazolam.
- De Nobelprijs wordt alleen aan levende personen toegekend; geen enkele Nobelprijswinnaar heeft de prijs postuum gekregen.

#### Donorprincipe
Soms geldt echter het donorprincipe, en wordt een afwijkende schrijfwijze gevolgd.
- Persoonlijk lees ik liever de Volkskrant dan De Telegraaf.
- Is dat wel vertrouwd, kopen op eBay?
- dEUS is een Belgische rock- en indie-band.

## Titels
Titels van creatieve werken beginnen met een hoofdletter. Bij klassieke en heilige boeken heeft het lidwoord vaak geen hoofdletter.
- Niettemin blijft De reis van de lege flessen een zeer leesbare roman.
- Eigenlijk vond ik de Odyssee leesbaarder dan de Ilias.

## Duitse leenwoorden
Zelfstandige naamwoorden die aan het Duits ontleend zijn, krijgen geen hoofdletter:
- Nou zeg; apfelstrudel met schnaps, dat is nog eens een traktatie voor een übermensch.

Wel een hoofdletter krijgen woorden als Wehrmacht (een eigennaam) en Endlösung (een gebeurtenis), om de tussen haakjes genoemde redenen. Ook woorden die (nog) niet zijn ingeburgerd, behouden de hoofdletter.

## Verkorte vormen

### Afkortingen
Soms geven we een woord verkort weer, terwijl het bij lezing toch voluit wordt uitgesproken. Niemand zegt “bijv.”: ook de afkorting wordt als “bijvoorbeeld” uitgesproken. Afkortingen volgen het hoofdlettergebruik van het volledige woord.
- Het huwelijksjubileum van prof.mr. Pieter van Vollenhoven en H.K.H. prinses Margriet

### Symbolen
Symbolen zijn gestandaardiseerd. Wetenschappelijke en/of internationale conventies leggen de notatie van maten en gewichten, van valuta's, van chemische elementen en dergelijke vast. Aan die conventies houdt de spelling zich.
- Het internationale symbool voor de euro is EUR.
- 1 MHz betekent een miljoen hertz, terwijl 1 mHz voor een duizendste hertz staat:

1 MHz = 1.000.000 Hz = 1.000.000.000 mHz.
- Sb is het internationale symbool voor het element antimonium.

### Initiaalwoorden en letterwoorden

#### Initiaalwoorden: hoofdwoordprincipe
Initiaalwoorden, bestaande uit letters die we niet als woord kunnen uitspreken, volgen het hoofdlettergebruik van het woord waarop het is gebaseerd:
- De pc staat nog aan.
- De NMBS heeft een aantal verbeteringen in de dienstregeling doorgevoerd.
- Het college van B en W stond een gedoogbeleid voor.
- Ik kan er ook niets aan doen; dat schijnt een nieuwe richtlijn van het college van pg's te zijn.

Het is pvc maar DDT. Het verdient aanbeveling dit soort woorden op te zoeken in de Woordenlijst.

#### Letterwoorden: hoofdwoordprincipe en zelfnoemfunctie
Letterwoorden, bestaande uit letters die we wel als woord kunnen uitspreken, volgen eveneens het hoofdlettergebruik van het woord waarop het is gebaseerd:
- Vergeet je pincode niet.
- De minister van BuZa schijnt niet akkoord te gaan.

We schrijven T-shirt, H-balk, L-vormig en U-bocht met een hoofdletter, omdat juist de vorm van die hoofdletters de naam in het leven heeft geroepen. Een T-shirt heeft de vorm van een T, niet van een t.

#### Vreemde taal
Een vreemdtalig initiaal- of letterwoord wordt met hoofdletters geschreven, "zolang we het als vreemdtalig aanvoelen". Hier kunnen onduidelijkheden ontstaan.
Dit soort afkortingen kan het beste in de lijst worden opgezocht.

#### Wetten en andere overheidsstukken
Wetten en overheidsbesluiten worden met hoofdletters afgekort.
- Alweer een verandering in de WAO!
- Bij KB van 14 januari 2007 is bepaald dat...
- Je gaat dus niet met de VUT?

Soms is een andere schrijfwijze gebruikelijk, en dan wordt het donorprincipe gevolgd:
- Dat kan gewoon bij AMvB worden geregeld.
- De Algemene nabestaandenwet wordt aangehaald als Anw.

#### Ziekten
Ziekten die in het dagelijks gebruik gemeengoed zijn geworden, krijgen kleine letters, maar de hoofdregel is dat afgekorte namen van ziekten met hoofdletters worden geschreven. Er is geen verband met vreemdtaligheid, zoals hierboven.
- Het laatste geval van BSE is allang weer vergeten.
- De MKZ-crisis was een ramp voor mens en dier.

Met kleine letters, want gemeengoed geworden:
- Een aidsremmer is duur.
- Soms wordt gevreesd dat tbc weer de kop opsteekt.

#### Aantal letters
Soms kunnen letterwoorden een eigennaam aangeven. Bij eigennamen kan het donorprincipe van kracht zijn; dat krijgt voorrang. In andere gevallen bepaalt het aantal letters de spelling.
Letterwoorden van niet meer dan drie letters worden met hoofdletters geschreven.
- Had Van Eekelen niet een hoge functie bij de WEU?

Bij vier letters komen er alleen hoofdletters als de afkorting een politieke partij aangeeft, een vereniging of instelling:
- Ze werkt op het NAVO-hoofdkwartier.
- De FIOD deed een inval.

Maar het donorprincipe schrijft PvdA voor.
Woorden van meer letters krijgen één hoofdletter: de eerste.
- Hij is uitgezonden in het kader van een programma van de Unicef.

### Verkortingen
Verkortingen als hetero, info, StuBru en nettiquette volgen het woord waarvan ze zijn afgeleid. Als er een donorprincipe is (de eigenaar gebruikt de afkorting op een bepaalde manier), dan wordt dat gevolgd.
Een bijzondere regel geldt voor samenstellingen. Begint de verkorting met een hoofdletter, dan krijgt een samenstelling een streepje:
- Ik dacht dat er drie Benelux-landen waren.

Anders niet:
- De infomedewerker wist het zelf niet eens!

## Wetenschappelijke namen van organismen
Een bijzonder geval zijn de wetenschappelijke namen van dieren, planten, schimmels en eencelligen, die niet in het Nederlands luiden, maar uit Latijnse of gelatiniseerde woorden bestaan. De soortnamen zijn tweeledig, en bestaan uit de geslachtsnaam (die een hoofdletter krijgt) en het soortepitheton (geen hoofdletter). De namen worden bovendien cursief gedrukt. De namen van families en hogere groeperingen krijgen altijd een hoofdletter en worden niet cursief gedrukt.
- De botanische naam van de gevlekte scheerling is Conium maculatum.
- De veldmuis of Microtus arvalis, die tot de familie Cricetidae behoort, is in Europa een vrij algemeen voorkomend knaagdier.

In Nederlandstalige publicaties van in flora en fauna gespecialiseerde instellingen worden de Nederlandse namen van welomlijnde soorten vaak met een hoofdletter geschreven: "De Waterrietzanger is een wereldwijd bedreigde soort" (SOVON-website), "De meest zeldzame soort die gevonden is, is Veenzegge (Carex davalliana) die maar in twee ver van elkaar liggende natuurgebieden in Nederland voorkomt" (Floranieuws van Floron).
Deze spellingwijze heeft niet de voorkeur en daarom worden Nederlandse soortnamen in "gewone" teksten (zoals op Wikipedia) met een kleine letter geschreven (grote zilverreiger, madeiragoudhaan). Alleen een aardrijkskundig bijvoeglijk naamwoord krijgt wel een hoofdletter: Amerikaanse smient, Turkse lelie.